# La mujer de mi padre
La mujer de mi padre és una pel·lícula argentina filmada a color dirigida per Armando Bó sobre el seu propi guió que es va estrenar el 25 d'abril de 1968 i que va tenir com a protagonistes Isabel Sarli, Armando Bó, Víctor Bó i Mario Lozano. Hi ha escenes d'exteriors filmades a les cascades de l'Iguaçú, província de Misiones.
El distribuïdor de les pel·lícules Bo-Sarli a l'exterior volia a Stewart Granger per protagonitzar la pel·lícula, la qual cosa Bo acceptà, però després va fer marxa enrere.

## Sinopsi
Un pare s'enfronta amb el seu fill per l'amor d'una dona.

## Repartiment
- Isabel Sarli	...	Eva
- Armando Bó	...	José
- Víctor Bó	...	Mario
- Mario Lozano	...	Simón

## Comentario
El País va dir:
| « | ”L'escena final reuneix el triangle amorós, en una suma final de inepcias expressives, que mereix quedar en el record, mentre Sarli ajusta els ulls en gest que està més prop de la nebulosa mental que la sensualitat.” | » |

La revista Gente assenyalava del film:
| « | ”Vigoroses actuacions dels Bó, ben acompanyats per Lozano i els encants d'Isabel Sarli.” | » |

Per part seva, Manrupe i Portela escriuen:
| « | ”Sarli en triangle amb Bó pare i Bó fill, i un argument digne d'anàlisi psicoanalítica.” | » |